# NGC 4064
NGC 4064 (другие обозначения — UGC 7054, MCG 3-31-33, ZWG 98.44, IRAS12016+1843, PGC 38167) — спиральная галактика с перемычкой (SBa) в созвездии Волосы Вероники.
Этот объект входит в число перечисленных в оригинальной редакции «Нового общего каталога».
Является пекулярной галактикой, входит в Скопление Девы. Имеет относительно невозмущённый звёздный диск. В галактике наблюдаются сильные некруговые движения звёзд.